# Samsung Galaxy M30s
Samsung Galaxy M30s là một phablet Android được sản xuất bởi Samsung Electronics như là một phần trong dòng sản phẩm Galaxy M thế hệ đầu tiên, là sản phẩm kế thừa di sản của Samsung Galaxy M30. Điện thoại được bán kèm với hệ điều hành Android 9 (Pie), skin One UI độc quyền của Samsung với bộ nhớ trong 64 hoặc 128 GB và pin Li-Po 6000 mAh. M30 được phát hành vào ngày 18 tháng 9 năm 2019. Nó có một dãy camera ba phía sau bao gồm một camera góc rộng 48 MP, camera góc cực rộng 8 MP và cảm biến độ sâu 5 MP.

## Thông số kỹ thuật

### Phần cứng
Samsung Galaxy M30s đi kèm với màn hình Super AMOLED Infinity-U 6.416 FHD + (1080 × 2340) với một nút thắt hình chữ U cho camera trước, tương tự như Samsung Galaxy M30. Điều này dẫn đến tỷ lệ màn hình thật trên máy là 91%. Màn hình có tỷ lệ tương phản 78960: 1 và độ sáng tối đa 420 nits. Chiếc điện thoại này có 4 GB và 6 GB RAM phiên bản, với 64 GB hoặc 128 GB tương ứng. Bộ nhớ cho cả hai phiên bản có thể mở rộng lên tới 1 TB thông qua thẻ nhớ microSD. Điện thoại có pin Li-Po 6000 mAh hỗ trợ sạc nhanh với dây sạc 15W. Pin là thứ lớn nhất từ trước đến nay đối với điện thoại thông minh đến từ Samsung và lớn nhất đối với điện thoại thông minh được phát hành ở Ấn Độ. Một máy quét dấu vân tay được gắn ở phía sau. Điện thoại có lõi 10 hệ thống nm Exynos 9611 trên chip với đơn vị xử lý trung tâm là 4 × 2.3 GHz Cortex-A73 & 4 × 1.7 GHz Cortex-A53. Nó cũng có GPU MP3 Mali -G72.

#### Máy ảnh
Mảng camera phía sau được gắn trên một khung trồi hình chữ nhật. Với một camera góc rộng 48 MP f/2.0 với pixel là 0,8 µm và tự động lấy nét theo điểm hoặc mục tiêu. Ngoài ra, có một ống kính góc cực rộng 8 MP f/2.2 với tiêu cự 12 mm và góc nhìn 123°. Cuối cùng, là chiếc camera có cảm biến độ sâu 5 MP f/2.2. Khu vực trong khung trồi hình chữ nhật không chỉ được lấp đầy bởi các máy ảnh và đèn flash chứa các ký tự "48 mega pixel". Hơn nữa, có một chế độ ban đêm làm tăng độ sáng ở mức ánh sáng yếu, đồng thời giảm nhiễu và chế độ lấy nét trực tiếp tạo hiệu ứng Bokeh thông qua cảm biến độ sâu. Máy ảnh hỗ trợ quay video 4K ở tốc độ 30 khung hình / giây, video siêu ổn định, hyperlapse và video chuyển động chậm. Ngoài ra, nó có công nghệ tối ưu hóa cảnh của Samsung, nhận diện 20 cảnh khác nhau bằng AI và tự động điều chỉnh cài đặt camera.

### Phần mềm
Samsung Galaxy M30s chạy trên hệ điều hành Android 9.0 (Pie), với giao diện One UI của Samsung, giúp định vị lại vùng cảm ứng trong kho ứng dụng của Samsung hướng xuống phía dưới, giúp giao diện dễ sử dụng hơn với một tay với màn hình lớn. Các tính năng của M30 bao gồm Bixby (mặc dù không có nút Bixby), Google Assistant, Samsung Health và Samsung Pay.

## Tiếp nhận
Điện thoại nhận được đánh giá tích cực từ các nhà phê bình cùng với vô số các lời chỉ trích về camera của nó. NDTV đã cho điện thoại điểm 8/10, khen ngợi pin, màn hình và hiệu suất và chỉ trích máy ảnh. Trang Android Authority đã cho điện thoại điểm số 8.2/10, đánh giá rất cao về màn hình, chất lượng âm thanh và hiệu suất, đồng thời cũng chỉ trích máy ảnh và điện thoại nóng lên trong thời gian sử dụng liên tục. Mobile Indian cũng mô tả tích cực về màn hình, pin và hiệu suất, trong khi mô tả tiêu cực về hiệu suất ánh sáng yếu và thiết kế mặt sau bằng nhựa của máy ảnh. Cuối cùng, Business Standard India đã mô tả tích cực các khía cạnh chung của điện thoại bao gồm cả pin và chỉ trích máy ảnh.

### Các vấn đề
Một số người dùng báo cáo rằng điện thoại phải đối mặt với các vấn đề liên quan đến kết nối với mạng LTE. Ngoài ra, một số người dùng đã báo cáo điện thoại nóng lên trong quá trình sử dụng liên tục, điều này cũng bị một số người đánh giá tiêu cực.